# 物料清单
物料清單（bill of materials, 縮寫；或譯材料清單、用料表、用量表）是為了製造產品所使用的文件，內容記載原物料清單、主/副加工流程、各部位明細、半成品與成品數量等資訊。通常作為代工雙方聯繫的文件或是公司內部溝通的文件。
依企業需求目的的不同，用料表可細分為設計用的工程料表、生產用的製造料表、接單用的銷售材料清單（sales bill of materials）……等。
在加工業（process industry）用料表也稱為配方（formula）、原料明細（recipe）或組成表（ingredients list）；在電子工業，用料表為印刷電路板（PCB）所使用的零件明細。當印刷電路板設計完成後，BOM 表會交給專門設計符合產品需求的印刷電路板佈線工程師。